# Bandera de Vilanova del Vallès
La bandera oficial de Vilanova del Vallès (Vallès Oriental) té el següent blasonament:
Bandera apaïsada de proporcions dos d'alt per tres de llarg, verda, amb una faixa central blanca i un pal groc situat al final del primer terç, ambdós d'un gruix d'1/6 de l'alçària del drap.
La palma i el gos de l'escut, atributs de Santa Quitèria, s'han transformat en pal i faixa respectivament.
Va ser aprovada el 2 de desembre de 1992 i publicada en el DOGC el 18 de desembre del mateix any amb el número 1684.